# روزینیانو ماریتیمو
روزینیانو ماریتیمو (به ایتالیایی: Rosignano Marittimo) یک کومونه در ایتالیا است که در استان لیورنو واقع شده‌است.

## خصوصیات
روزینیانو ماریتیمو ۱۲۰٫۳ کیلومترمربع مساحت و ۳۲٬۴۹۳ نفر جمعیت دارد و ۱۴۷ متر بالاتر از سطح دریا واقع شده‌است.

## خواهرخوانده
شهرهای پاردوبیتسه، شامپینی-سور-مرن و ماسلبرگ خواهرخوانده‌های روزینیانو ماریتیمو هستند.